# Delilah (singolo Tom Jones)
Delilah è un noto singolo di Tom Jones del 1968, scritto da Barry Mason e composto da Les Reed.
La canzone è un classico del repertorio di Tom Jones, e rimane tutt’oggi uno dei più noti brani di sempre.
Il brano raggiunse il primo posto nella classifica di molti paesi inclusi la Francia per sette settimane, la Germania e la Svizzera, mentre nelle classifiche britanniche raggiunse il secondo posto nel marzo del 1968. Ha raggiunto la quindicesima posizione nella classifica US Billboard.

## La canzone

### Testo
Il testo del brano tratta la storia d’amore di un uomo che scopre di essere tradito dalla moglie di nome “Delilah”. Il ritornello narra di come l’uomo si presenti a casa di lei dopo aver scoperto del suo tradimento e, dopo che la moglie lo accoglie schernendolo e ridendo di lui, quest’ultimo decide, pieno di rabbia, di trafiggere Delilah con un coltello. 

### Composizione e interpretazione
La canzone è originariamente scritta in tonalità di la minore. Si tratta di un brano molto complicato da cantare, per via della grande estensione vocale necessaria per interpretarlo ; inoltre Tom Jones è stato acclamato per le intrinseche e complesse dinamiche che ha creato nella sua versione. 

## Classifiche
| Classifica (1968)        | Posizione massima |
| ------------------------ | ----------------- |
| German Singles Chart     | 1                 |
| France                   | 1                 |
| Swiss Singles Chart      | 1                 |
| Irish Singles Chart      | 1                 |
| Netherlands              | 1                 |
| UK Singles Chart         | 2                 |
| Norwegian Singles Chart  | 2                 |
| Austrian Top 40          | 3                 |
| Canadian RPM Top Singles | 5                 |
| U.S. Billboard Hot 100   | 15                |

## Altre versioni
La canzone è stata registrata da numerosi artisti, tra cui
- Horace Andy
- Inkubus Sukkubus
- Flogging Molly
- Leningrad Cowboys
- Peter Alexander

In Italia è stata interpretata e presentata al Cantagiro 1968 da Jimmy Fontana col titolo di La nostra favola; la stessa è stata registrata anche da I Ribelli nel loro LP omonimo e da Angelo Mauro nell'album Stesso sole stesso mare.

## Diffusione
- I tifosi dello Stoke City hanno adottato Delilah come inno della squadra dagli anni '70 in poi.
- I tifosi della Nazionale di rugby a 15 del Galles hanno cantato Delilah come inno non ufficiale dagli anni '70 in poi, tanto che Tom Jones la cantò allo Stadio di Wembley nel 1999. La Federazione di rugby a 15 del Galles ora esegue il brano al Millennium Stadium prima delle partite.[5]
- La canzone appare nel film del 1990 Edward mani di forbice [6] e nel film del 2013 American Hustle.
- Delilah fa parte della colonna sonora del film Romance & Cigarettes del 2005.